# Focusing
Focusing (von lateinisch focus ‚Mittelpunkt, Brennpunkt‘) steht für
- einen von Eugene T. Gendlin postulierten Prozess der Persönlichkeitsentwicklung,
- die von ihm beschriebene Selbsthilfetechnik zur Lösung persönlicher Probleme, sowie auf deren Grundlage
- die focusing-orientierte Psychotherapie. Diese gehört zur Kategorie der humanistischen Psychotherapieverfahren.[1]

Bei dem als Focusing bezeichneten Prozess handelt es sich – allgemeiner verstanden – um den Prozess kreativen Denkens und Handelns. Dieser zeichnet sich aus durch ein Hin- und Hergehen zwischen dem gegenwärtigen Erleben einer konkreten Situation und dessen Versprachlichung oder Symbolisierung durch Handlungen, Gesten, Bilder etc. Gendlin gibt hierfür das Beispiel einer Dichterin, die nach Worten sucht, um ihr Gedicht fortzusetzen: Zunächst weiß sie noch nicht, welche Worte wirklich passen, sie hält inne und verwirft alle unpassenden Formulierungen, so lange, bis sie auf einmal ein Aha-Erlebnis hat und merkt: „jetzt habe ich die stimmigen Worte gefunden“. Entsprechend ist es eine zentrale Aufgabe jedes Menschen, in seinem Leben die jeweils für eine Situation passenden Worte, Gesten und Handlungen zu finden.

## Vorgeschichte
Der Focusing-Prozess wurde im Rahmen von Forschungen zur Klientenzentrierten Psychotherapie (Carl Rogers) in den 1960er Jahren von Eugene T. Gendlin, Professor für Philosophie und Psychologie an der Universität Chicago, beschrieben. Bei der Untersuchung von Therapiegesprächen stellte er fest, dass die Fortschritte in der Persönlichkeitsentwicklung der Klienten nicht von einer bestimmten Therapierichtung abhingen, sondern von einer Fähigkeit, die sie selbst mitbrachten. Zu dieser Erkenntnis kam Gendlin durch die Auswertung von Therapiesitzungen, in denen mit den unterschiedlichen Methoden gearbeitet wurde. Dabei fiel auf, dass Personen, deren Therapie erfolgreich verlief, anders über ihre Probleme sprachen: so bezogen sie sich beim Sprechen über ihr Problem zugleich auch darauf wie sie ihr Problem körperlich erlebten. Diese Einbeziehung des gegenwärtigen körperlichen Erlebens konnte Gendlin als zentralen Faktor wirksamer Persönlichkeitsveränderung identifizieren. Um diese Fähigkeit zur Aufmerksamkeitslenkung auch den weniger erfolgreichen Klienten zu ermöglichen, entwickelte Gendlin spezielle Anleitungen, die Focusing-Schritte. Dabei kam er zu dem Ergebnis, dass mit Hilfe dieser Schritte „so gut wie alle Menschen“ Focusing lernen können und dass der Focusing-Prozess auch in ganz alltäglichen Situationen als Problemlöseprozess von Bedeutung ist. Im Sinne einer „Hilfe zur Selbsthilfe“ veröffentlichte Gendlin daher neben seinen fachwissenschaftlichen Artikeln auch eine Focusing-Anleitung für Selbstanwender.

## Grundlagen

### Felt Sense
Das von Gendlin beschriebene Körpererleben lässt sich nicht als Gefühl oder Körperempfindung im üblichen Sinne verstehen. Gemeint ist vielmehr ein komplexes, situationsbezogenes Körpererleben, das sowohl kognitive als auch emotionale Anteile enthält (Felt Sense = gefühlter Sinn). Gendlin bezieht sich dabei sowohl auf John Deweys Begriff, der von einem „feel of meaning“ spricht, als auch auf Merleau-Pontys „sens emotionel“. Dieses Erleben umfasst zwar all unsere kulturspezifischen Unterscheidungen, ist aber zugleich komplexer und lässt sich auch nicht vollständig in Worte fassen:
„Der Felt Sense in unserem Beispiel ist nicht das Gefühl der Angst - obwohl die Angst ein Teil von ihm ist, wie jeder andere Aspekt des ganzen Problems auch. Er ist nicht das Herzklopfen, nicht die Erinnerungen, nicht der Wunsch nach Annäherung, nicht die Wut über unsere Unfähigkeit. ... Er kommt sozusagen „um“ die Wut „herum“ oder „unter“ ihr „hervor“ oder „zusammen mit“ dem Herzklopfen oder als die körperliche Qualität, welche die Erinnerung mit sich bringt.“
Ein solcher Felt Sense entsteht immer wieder neu und verändert sich, wenn wir uns darauf beziehen. Die Möglichkeit, sich darauf zu beziehen, betrachtet Gendlin als „Quelle der Veränderung“. Veränderungen im Erleben sind konkret körperlich spürbar, als Erleichterung oder Lösen von Anspannung. Gendlin spricht auch von „felt shift“, gefühlter Veränderung. Die Focusing-Schritte beschreiben diesen Veränderungsprozess als Pendeln der Aufmerksamkeit zwischen der Problemsituation einerseits und dem noch nicht kategorisierten Körpererleben andererseits. Dieser Prozess läuft in den vielen Fällen unbewusst bzw. intuitiv ab. Doch gibt es Situationen im menschlichen Leben, wo der Entwicklungsprozess stockt. Für diese Situationen ist es hilfreich, den Focusing-Prozess bewusst zu initiieren.

### Erlebenstiefe
Im Rahmen der Focusing-orientierten Psychotherapie wurde eine „Experiencing Skala“ entwickelt, um die jeweilige Erlebensnähe oder Erlebensferne der Klientin oder des Klienten einzuschätzen und angemessen darauf reagieren zu können. Ebenso kann anhand dieser Skala eingeschätzt werden, ob sich durch ein Focusingtraining die Erlebenstiefe einer Klientin oder eines Klienten ändert. Von Fukumori und Morikawa wurde eine „Focusing Manner Scale“ (FMS) entwickelt, um die Realisierung von Focusinghaltungen im alltäglichen Leben zu messen.

## Erlernen und Einüben
Wie die Forschung von Gendlin und Kollegen gezeigt hat, kann der Focusing-Prozess als Selbsthilfetechnik, aber auch im Rahmen von Psychotherapie und Beratung, gelernt und angewendet werden. Dazu können die von Gendlin formulierten Focusing-Schritte genutzt werden. Die von Gendlin beschriebenen Übungsschritte sind mittlerweile ergänzt worden, u. a. von A. Weiser Cornell durch Einüben von sogenannten „Focusing-Haltungen“ zur Förderung der Achtsamkeit gegenüber dem eigenen Erleben. Weitere Übungswege sind von anderen Autoren beschrieben worden. Für das Praktizieren von Focusing wird grundsätzlich empfohlen, es zu zweit, etwa in wechselnder gegenseitiger Begleitung (sogenannten Focusing-Partnerschaften) durchzuführen. Selbsthilfegruppen wie die weltweit etablierten „Changes-Gruppen“ bilden hierfür einen passenden und geschützten Rahmen.

## Anwendung
Focusing kann als Hilfe zur Selbsthilfe in schwierigen und belastenden Lebenssituationen zum Einsatz kommen. Das Vorgehen der Focusing-orientierten Psychotherapie kann mit anderen psychotherapeutischen Verfahren kombiniert werden. Darüber hinaus weist Focusing neue Wege in der Behandlung psychosomatischer Beschwerden. Neben dem Einsatz in der therapeutischen Praxis bietet sich Focusing auch zur Unterstützung kreativer Prozesse oder bei der Entscheidungsfindung an. Zur Versprachlichung impliziten Wissens, basierend auf dem Focusing-Prozess, wurde die Methode Thinking at the Edge entwickelt.

## Nichtanerkennung durch Krankenkassen
In Deutschland und Österreich werden die Kosten für focusing-orientierte psychotherapeutische Behandlungen von den gesetzlichen Krankenkassen nicht erstattet. Das gilt auch dann, wenn sie von Ärzten oder Psychologischen Psychotherapeuten begleitet werden.